# Eleição municipal de Belford Roxo em 2024
A eleição municipal da cidade brasileira de Belford Roxo em 2024 ocorreu no dia 6 de outubro (primeiro turno) com o objetivo de eleger um prefeito, um vice-prefeito e 25 vereadores responsáveis pela administração da cidade no mandato a se iniciar em 1° de janeiro de 2025 e com término em 31 de dezembro de 2028. O prefeito titular era Waguinho, do Republicanos, reeleito em 2020 pelo MDB, que por estar em seu segundo mandato não pôde se candidatar a reeleição.
O vencedor do pleito foi o deputado estadual Márcio Canella, candidato pelo UNIÃO, com 155.299 votos (62,88% dos votos válidos), seguido de Matheus do Waguinho, candidato pelo Republicanos, o qual obteve 86.887 votos (35,20%). Pela Câmara Municipal, Markinho Gandra, do UNIÃO, foi o candidato mais votado da cidade, com 5.193 votos (2,06% dos votos válidos); o partido que mais acumulou cadeiras na câmara legislativa foi o Republicanos, com seis cadeiras.

## Contexto político
Em 2016, o então deputado estadual Wagner dos Santos Carneiro, mais conhecido como Waguinho, candidato pelo PMDB (atual MDB), venceu as eleições à prefeitura de Belford Roxo no segundo turno, tendo como vice-prefeito de sua chapa o também deputado estadual Márcio Canella, então filiado ao PSL (extinto em 2021 para a formação do União Brasil). Na ocasião, Waguinho recebeu 56,99% dos votos válidos. Em 2018, Canella renunciou ao cargo de vice-prefeito após se eleger deputado estadual pela segunda vez. Nas eleições municipais de 2020, Waguinho é reeleito em primeiro turno com 80,40% dos votos válidos, sendo a maior votação da Baixada Fluminense e uma das maiores do estado no Rio. Para o segundo mandato, Márcio Canella indicou o irmão, Marcelo, como vice-prefeito.

### Eleições 2022 e rompimento de Waguinho e Canella
No primeiro turno das eleições presidenciais de 2022, Jair Bolsonaro (PL) recebeu 137.708 votos (54,79%) e Luiz Inácio Lula da Silva (PT) recebeu 97.771 votos (38,90%) dos eleitores belforroxenses. 4,57% dos eleitores votaram branco ou nulo para presidente. Nas eleições para o governo do Rio de Janeiro, Cláudio Castro (PL) recebeu 158.844 votos (72,47%), enquanto Marcelo Freixo (PSB) recebeu 41.498 votos (18,93%) e Rodrigo Neves (PDT) recebeu 10.255 votos (4,68%) dos eleitores belforroxenses. 16,76% dos eleitores votaram branco ou nulo para o governo do estado. Apoiados por Waguinho, o deputado estadual e ex-vice-prefeito Márcio Canella e a deputada federal e primeira-dama do município Daniela Carneiro, ambos do União Brasil, foram os mais votados nas eleições legislativas.
No segundo turno das eleições presidenciais, Waguinho decidiu apoiar Luiz Inácio Lula da Silva, sendo o único prefeito da Baixada Fluminense a declarar voto no então candidato petista. Canella, ainda aliado da família Carneiro, optou por apoiar o então presidente e candidato à reeleição Jair Bolsonaro. Na disputa, Bolsonaro (PL) foi o mais votado na cidade, quando recebeu 155.071 votos (60,20%), enquanto Lula (PT) recebeu 102.528 votos (39,80%) dos eleitores belforroxenses. 3,64% dos eleitores votaram branco ou nulo no segundo turno. Pelo apoio dado à vitória petista, Lula nomeou Daniela Carneiro como titular do Ministério do Turismo, cargo que ocupou entre janeiro e julho de 2023. Após a eleição, Márcio Canella e seu grupo político decidiu romper com o prefeito Waguinho. Além do posicionamento no segundo turno da eleição presidencial, outro motivo do rompimento foi a sucessão municipal para 2024, onde Canella alega que Waguinho teria descumprido um acordo onde seria indicado como seu sucessor. Waguinho preteriu o deputado e optou por indicar à sucessão o ex-secretário municipal de Gestão e Inovação em Serviços Públicos, Matheus Carneiro, seu sobrinho, que passou a adotar o nome político "Matheus do Waguinho".
O racha entre Canella e o clã Carneiro afetou a política do município, quando treze dos 25 vereadores governistas foram para a oposição - dois deles, Eduardo Araújo (MDB) e Fabinho Varandão (NOVO), pediram exoneração de secretarias. O ex-vereador Reginaldo Gomes (MDB), então secretário de Habitação, também foi exonerado do cargo após romper com Waguinho, e anunciou apoio à pré-candidatura de Márcio Canella à prefeitura. Como resposta a movimentação, a prefeitura ordenou que a Inocentes de Belford Roxo desocupasse um terreno onde mantinha há 20 anos seu ateliê de fantasias, além de não autorizar a realização de ensaios da escola visando preparação para o desfile do carnaval de 2024 nas ruas da cidade (a agremiação participa da Série Ouro do carnaval do Rio de Janeiro), o que ocasionou a transferência dos eventos para Mesquita. A Inocentes é comandada por Reginaldo (que chamou Waguinho de "ditador" antes do desfile da agremiação) e seu filho, o vereador Rodrigo Gomes. Posteriormente, a prefeitura também anunciou a desapropriação do terreno onde fica o Estádio Nélio Gomes, pertencente à Sociedade Esportiva Belford Roxo, também de propriedade da família Gomes, para a construção de duas escolas. Em julho de 2024, o MDB retirou o apoio à Canella após a executiva do partido no município ser dissolvida por Washington Reis, presidente estadual da sigla, que anunciou a pré-candidatura do empresário Marquinho da Farmácia. A movimentação ocorreu após o União Brasil, partido de Canella, recusar um acordo pela retirada da candidatura de Celso do Alba à prefeitura de Duque de Caxias para apoiar Netinho Reis, sobrinho de Washington. A intervenção e a pré-candidatura foram anuladas pela executiva estadual da legenda em agosto, e o MDB voltou a apoiar Canella.
Durante o ano de 2023, algumas sessões da Câmara dos Vereadores de Belford Roxo registravam tumulto e confusão generalizada. Em dezembro, na eleição para a nova mesa diretora da casa, Waguinho foi flagrado dando um tapa no rosto de um homem. A sessão acabaria suspensa pelo ministro André Mendonça, do Supremo Tribunal Federal, considerando que "a realização de novas eleições, com eventual posse de novos membros da Mesa Diretora, de forma precária, implicará significativo abalo à segurança jurídica e à estabilidade político institucional do município".

## Calendário eleitoral
| Início        | Fim           | Atividades | Status    |
| ------------- | ------------- | --- | --------- |
| 7 de março    | 5 de abril    | Janela partidária para vereadores trocarem de partido visando concorrer às eleições sem perder o mandato. | Realizado |
| 6 de abril    | 6 de abril    | Data-limite para todas as legendas e federações partidárias obterem o registro dos estatutos no TSE e para todos os candidatos terem domicílio eleitoral na circunscrição em que desejam disputar as eleições com a filiação deferida pelo partido. | Realizado |
| 15 de maio    | 15 de maio    | Início da campanha de arrecadação prévia de recursos na modalidade de financiamento coletivo para pré-candidatos, sem realização de pedidos de voto e obedecendo a regras relativas à propaganda eleitoral na Internet.                             | Realizado |
| 20 de julho   | 5 de agosto   | Realização de convenções partidárias para deliberar sobre coligações e escolher candidatos às prefeituras e aos cargos de vereador. Os partidos têm até 15 de agosto para registrar os nomes na Justiça Eleitoral.                                  | Realizado |
| 16 de agosto  | 16 de agosto  | Início das campanhas eleitorais de forma igualitária, podendo qualquer publicidade ou manifestação com pedido explícito de voto antes da data ser considerada irregular e multada.                                                                  | Realizado |
| 30 de agosto  | 3 de outubro  | Veiculação da propaganda eleitoral gratuita no rádio e na televisão. | Realizado |
| 6 de outubro  | 6 de outubro  | Realização do primeiro turno das eleições municipais. | Realizado |
| 11 de outubro | 25 de outubro | Veiculação da propaganda eleitoral gratuita no rádio e na televisão para o segundo turno. | Realizado |
| 27 de outubro | 27 de outubro | Realização de um eventual segundo turno nas cidades com mais de 200 mil eleitores em que o candidato a prefeito mais votado não tenha atingido a metade mais um dos votos válidos.                                                                  | Realizado |

## Candidatos à prefeitura
| Nº | Prefeito  | Prefeito            | Prefeito            | Prefeito | Vice-prefeito(a) | Vice-prefeito(a) | Vice-prefeito(a)   | Vice-prefeito(a)    | Coligação Partido(s) | Ref.          |
| Nº | Candidato | Candidato           | Partido Federação   | Cargos relevantes                                                                                             | Candidato(a)     | Candidato(a)     | Candidato(a)       | Partido Federação   | Coligação Partido(s) | Ref.          |
| -- | --------- | ------------------- | ------------------- | --- | ---------------- | ---------------- | ------------------ | ------------------- | --- | ------------- |
| 10 |           | Matheus do Waguinho | Republicanos        | - Secretário municipal de Gestão e Inovação em Serviços Públicos de Belford Roxo (2021—2024)                  |                  |                  | Professor Julião   | PDT                 | Belford Roxo Vai Continuar Avançando Republicanos, FE Brasil (PT, PCdoB e PV), PDT, PRD, PSD, Solidariedade, PODE e Agir | [ 18 ] [ 19 ] |
| 40 |           | Assis Freitas       | PSB                 | - Sindicalista                                                                                                |                  |                  | Flávia da Educação | PSB                 | Sem coligação |               |
| 44 |           | Márcio Canella      | UNIÃO               | - Deputado estadual do Rio de Janeiro (2015–2017, 2019–presente); - Vice-prefeito de Belford Roxo (2017–2020) |                  |                  | Mariana Malta      | UNIÃO               | Belford Roxo de Todos Nós UNIÃO, PL, PP, Federação PSDB Cidadania, MDB, DC, MOBILIZA, Avante e PRTB                      | [ 20 ]        |
| 50 |           | Vinícius Crânio     | PSOL Fed. PSOL REDE | - Advogado e ambientalista                                                                                    |                  |                  | Ulisses Gal        | PSOL Fed. PSOL REDE | Sem coligação | [ 21 ]        |

### Desistências
- Gustavo Ferreira (NOVO) – Ambientalista; retirou a pré-candidatura em abril para apoiar Márcio Canella (UNIÃO).

### Canceladas
- Marquinho da Farmácia (MDB) – Empresário; teve a candidatura retirada em 2 de setembro após a Justiça invalidar o registro da chapa no TRE. No entanto, a candidatura já havia sido retirada em agosto após o diretório estadual do partido invalidar a intervenção no diretório municipal e a convenção partidária realizada em 27 de julho.[22]

## Transmissão
A veiculação da propaganda eleitoral gratuita entre 30 de agosto e 3 de outubro, em bloco e inserções, na televisão, vai ao ar pela CNT Rio de Janeiro.

## Debates
Primeiro turno
No primeiro turno das eleições, serão consideradas aprovadas as regras, inclusive as que definirem o número de participantes, que obtiverem a concordância de pelo menos dois terços de candidatas e candidatos, no caso de eleição majoritária (cargo de prefeito), e de pelo menos dois terços dos partidos ou das federações com candidatas e candidatos, no caso de eleição proporcional (cargo de vereador).

Caso não seja possível um acordo, as emissoras de rádio e televisão devem podem apresentar debates em conjunto para o cargo de prefeito, estando presentes todas as candidatas e todos os candidatos, ou em grupos, com a presença de, no mínimo, três pessoas.
| Data           | Organizador(es) | Mediação        | Matheus (Republicanos) | Márcio Canella (UNIÃO) | Assis Freitas (PSB) | Vinicius Cranio (PSOL) | Ref    |
| -------------- | --------------- | --------------- | ---------------------- | ---------------------- | ------------------- | ---------------------- | ------ |
| 5 de setembro  | G1              | Edimilson Ávila | Presente               | Ausente                | Presente            | Presente               | [ 25 ] |
| 11 de setembro | Estúdio B       | Marlon Brum     | Ausente                | Ausente                | Presente            | Presente               | [ 26 ] |

## Resultados
| Fonte: TSE              | Fonte: TSE                         | Fonte: TSE               | Fonte: TSE                          | Fonte: TSE                          |
| Candidato(a)            | Candidato(a)                       | Vice                     | Primeiro turno 6 de outubro de 2024 | Primeiro turno 6 de outubro de 2024 |
| Candidato(a)            | Candidato(a)                       | Vice                     | Votação                             | Votação                             |
| Candidato(a)            | Candidato(a)                       | Vice                     | Total                               | Porcentagem                         |
| ----------------------- | ---------------------------------- | ------------------------ | ----------------------------------- | ----------------------------------- |
|                         | Márcio Canella (UNIÃO)             | Mariana Malta (UNIÃO)    | 155.299                             | 62,88%                              |
|                         | Matheus do Waguinho (Republicanos) | Professor Julião (PDT)   | 86.887                              | 35,20%                              |
|                         | Vinicius Cranio (PSOL)             | Ulisses Gal (PSOL)       | 2.690                               | 1,09%                               |
|                         | Assis Freitas (PSB)                | Flavia da Educação (PSB) | 2.042                               | 0,83%                               |
| Total de votos válidos  | Total de votos válidos             | Total de votos válidos   | 246.848                             | 92,12%                              |
| → Votos em branco       | → Votos em branco                  | → Votos em branco        | 7.867                               | 2,94%                               |
| → Votos nulos           | → Votos nulos                      | → Votos nulos            | 13.262                              | 4,95%                               |
| Total de votos          | Total de votos                     | Total de votos           | 267.977                             | 77,18%                              |
| → Abstenções            | → Abstenções                       | → Abstenções             | 79.230                              | 22,82%                              |
| Eleitores aptos a votar | Eleitores aptos a votar            | Eleitores aptos a votar  | 347.207                             | 100%                                |